# Hubert Winkels

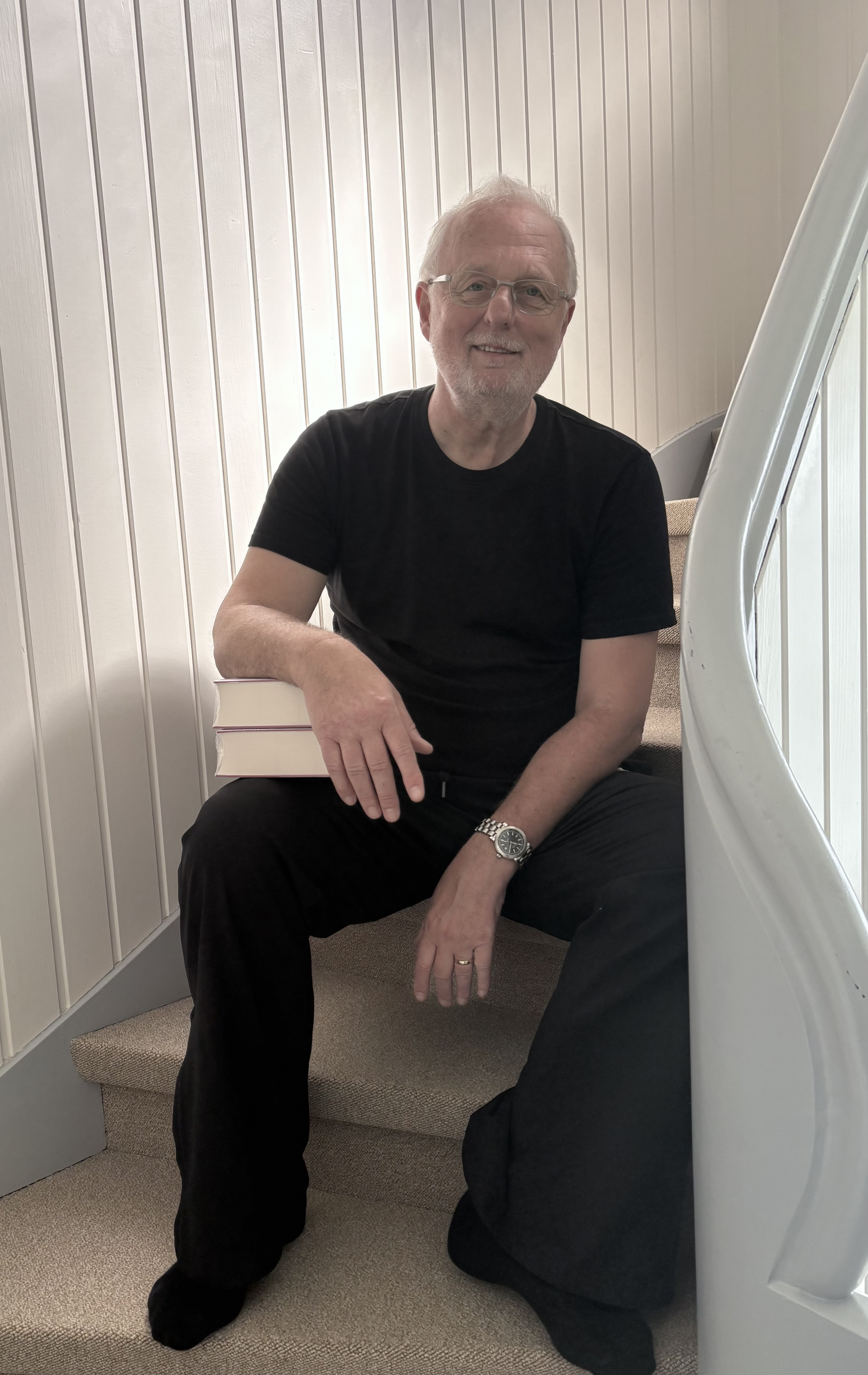
Hubert Winkels, 2025

Hubert Winkels (* 13. Mai 1955 in Gohr, Dormagen, Nordrhein-Westfalen) ist ein deutscher Journalist, Schriftsteller und Literaturkritiker.

## Leben
Winkels wurde in Gohr geboren – seit 1975 ein Stadtteil von Dormagen – und besuchte die dortige Volksschule. Im Anschluss besuchte er das humanistische Quirinus-Gymnasium in Neuss, wo er 1974 sein Abitur machte. Nach dem Wehrdienst bei der Heereseinheit für elektronische Kampfführung in Niedersachsen studierte er Germanistik, Philosophie sowie Pädagogik in Düsseldorf und absolvierte ein Aufenthaltsstipendium des Berliner Senats im Winter 1985/86; das Studium schloss Winkels mit dem Staatsexamen ab. 1988 promovierte er schließlich mit einer Arbeit zur Gegenwartsliteratur der 1980er-Jahre.
Er ist mit Tanja Postpischil verheiratet und hat zwei Kinder: Undine (* 1992) und Leander Winkels (* 1996), der im Jahr 2009 als damals jüngster Autor auf der Frankfurter Buchmesse mediale Aufmerksamkeit erlangte.

## Karriere
Erste journalistische Erfahrungen sammelte Winkels bereits während seines Studiums, unter anderem bei der Rheinischen Post. Von 1982 bis 1985 arbeitete er als Chefredakteur des Düsseldorfer Stadtmagazins Überblick und war Autor bei Tempo.
Im Jahr 1993 moderierte er, im Wechsel mit Maggie Deckenbrock, die unverschlüsselt ausgestrahlte Talkshow 0137 auf dem Bezahlfernsehsender Premiere, heute Sky Deutschland. Ab 1997 arbeite Winkels als Kulturredakteur beim Deutschlandfunk und übernahm später die Leitung des Ressorts Literatur bis 2021. Darüber hinaus moderierte er von 1998 bis 2003 die Literaturformate Dichterclub und Die Bestenliste beim Südwestrundfunk (SWR) sowie auf 3sat. Als Literaturkritiker machte sich Winkels, der Mitglied im PEN-Zentrum Deutschland ist, ebenfalls einen Namen. Bereits seit 1975 schrieb er Literaturkritiken, ab 1988 exklusiv  für Die Zeit und später auch für die Süddeutsche Zeitung (SZ).
Winkels war zehn Jahre lang Juror bei dem in Klagenfurt verliehenen Ingeborg-Bachmann-Preis, davon fünf Jahre im Vorsitz der Jury. Zudem war er im Jahr 2000 Mitbegründer und von 2001 bis 2022 Juryvorsitzender des Wilhelm-Raabe-Literaturpreises in Braunschweig sowie Organisator der „Raabe-Tage“. Er ist Autor mehrerer Bücher und Herausgeber literaturwissenschaftlicher Werke, beispielsweise von Michael Lentz.
Winkels trat als Redner auf zahlreichen literarischen Veranstaltungen und bei Vortragsreisen auf. Er hatte Gastprofessuren in Essen (Literatur und Medien, 1998), Göttingen (Literaturkritik, 1999/2000), Tokio und St. Louis.

## Werke
- Liebesexpress. Ein Kontaktanzeigen-Reigen. Rowohlt, Reinbek 1985, ISBN 3-499-15572-9.
- Ausnahmezustand. In Variationen – Erzählungen. Rowohlt, Reinbek 1988, ISBN 3-499-12345-2.
- Einschnitte. Zur Literatur der 80er Jahre. Kiepenheuer und Witsch, Köln 1988, ISBN 3-462-01942-2 (Dissertation).
- Freistil. Suhrkamp, Frankfurt am Main 1993, ISBN 3-518-11806-4.
- Leselust und Bildermacht. Literatur, Fernsehen und neue Medien. Kiepenheuer und Witsch, Köln 1997, ISBN 3-462-02623-2.
- Gute Zeichen. Deutsche Literatur 1995–2005. Kiepenheuer und Witsch, Köln 2005, ISBN 3-462-03466-9.
- Der Stimmen Ordnung. Über Thomas Kling. DuMont, Köln 2005, ISBN 3-8321-7941-0.
- Kann man Bücher lieben? Über den Umgang mit neuer Literatur. Kiepenheuer und Witsch, Köln 2010, ISBN 3-462-04237-8.
- Die Hände zum Himmel. Über Zufall, Schönheit und den Dorfpfarrer von Gohr. Kiepenheuer und Witsch, Köln 2025, ISBN 978-3-462-00869-2.

Als Herausgeber
- Michael Lentz: Textleben. Über Literatur, woraus sie gemacht ist, was ihr vorausgeht und was ihr folgt. S. Fischer Verlag, Frankfurt am Main, 2011, ISBN 978-3-10-043934-5

## Auszeichnungen und Förderungen
- 1983: Autorenwettbewerb des Landes Nordrhein-Westfalen, 2. Preis
- 1988: Förderpreis für Literatur der Landeshauptstadt Düsseldorf[4]
- 1996: Arbeitsstipendium des Deutschen Literaturfonds
- 1997: „Critic-in-residence“, St. Louis, Missouri
- 1997: Literavisionspreis der Stadt München, zusammen mit Thomas Schmitt
- 2007: Alfred-Kerr-Preis für Literaturkritik

## Filmografie (Auswahl)
- 1992–1993: 0137
- 1997: Das Literarische Quartett
- 1997: Nachtstudio (SWR)
- 2014: Denkzeit
- 2000–2020: Kulturzeit